# Creeper (banda)
Creeper es una banda inglesa de punk rock formada en 2014, conformado por el vocalista Will Gould, el guitarrista Ian Miles, la tecladista y segunda vocalista Hannah Greenwood, el bajista Sean Scott y el baterista Jake Fogarty. Creeper lanzó su auto-titulado debut (EP) Creeper en 2014, que fue seguido por The Callous Heart y The Stranger en Roadrunner Records en 2015 y 2016, respectivamente. Lanzaron su primer álbum titulado Eternity, in Your Arms fue lanzado en 2017,
Formados a través de su participación mutua en grupos de hardcore punk y post-hardcore en el área de Southampton, Creeper son musical y estilísticamente influenciado por otros "góticos punk" grupos como AFI y Alkaline Trio, así como más punk rock tradicionales como The Bouncing Souls y artistas de glam rock como David Bowie. La composición de la banda suele ser dirigida por Gould y Miles, aunque Nemati también coescribió muchas de sus primeras canciones. Creeper ha sido aclamado por numerosos críticos como una de las mejores bandas de rock nuevo desde su formación, ganando un Kerrang!.

## Historia

### 2014 a 2016: Inicios y primeros EP
Creeper se formó en Southampton en 2014 por el vocalista Will Gould y el guitarrista y vocalista Ian Miles, quien anteriormente había trabajado juntos como miembros de la banda Our Time Down Here, junto con la segunda guitarrista Sina Nemati, el bajista y vocalista Sean Scott, Y el baterista Dan Bratton. El cuarteto lanzó independientemente su primer EP, Creeper el 19 de junio de 2014, que fue publicado más adelante como vinilo de la edición limitada 12 " por Palm Reader el 18 de diciembre.
El segundo EP de la banda, The Callous Heart, fue lanzado el 18 de septiembre de 2015 y lanzado en un show especial tres días antes en el Old Blue Last. A finales de año, el grupo realizó una gira con The Misfits y Moose Blood, así como tocaran en el UK Warped Tour en octubre.
En diciembre de 2015, se anunció que Nemati había dejado Creeper con el fin de "concentrarse en su carrera de ingeniería de sonido en Londres", mientras que la tecladista de gira Hannah Greenwood se convierte en miembro oficial del grupo. El tercer EP del grupo, The Stranger, fue lanzado el 19 de febrero de 2016 y entró en la lista de álbumes del Reino Unido en el número 130.

### 2016-2018:Eternity, in Your Arms
En octubre, la banda resurgió con el anuncio de su primer álbum de estudio titulado Eternity, in Your Arms, junto con el lanzamiento de su primera canción y video "Suzanne ". Gould ofreció la siguiente explicación del álbum "Eternity, in Your Arms es un récord, esta vez no sólo de ser joven y desgarrado, sino de la transición, de la edad y de la pérdida, no sólo de la pérdida de la vida, sino de la pérdida de nosotros mismos. éramos".
EL 24 de marzo de 2017, la banda lanzó su primer álbum de estudio.
Creeper lanzó Christmas el 8 de diciembre de 2017, un EP navideño que incluye versiones de "Fairytale of New York" y "Blue Christmas", así como la canción original "Same Time Next Year?" La banda apoyó a Neck Deep y All Time Low en una gira al año siguiente, y luego regresó al circuito de festivales con 2000 Trees y Reading and Leeds. En su concierto del 1 de noviembre de 2018 en el Koko Venue de Londres, la banda colgó sus chaquetas de Callous Heart y el líder Will Gould declaró que "no solo es el último concierto de este álbum, sino el último concierto que haremos". una referencia al concierto de David Bowie en Hammersmith Apollo el 3 de julio de 1973 en el que anunció la muerte de su personaje de Ziggy Stardust. Luego, la banda abandonó el escenario y se mostró un montaje de los aspectos más destacados de su carrera, que terminó con las palabras "Incluso la eternidad termina". Si bien Bowie continuó su carrera después de su programa de 1973, no se emitió una declaración oficial sobre si Creeper regresaría o no en el futuro.

### 2019-presente:Sex, Death & the Infinite Void
En septiembre de 2019, los miembros de Creeper comenzaron a publicar imágenes y videos en línea provocando el regreso de la banda. Unos días después, se anunció un espectáculo para el 1 de noviembre de 2019, exactamente un año desde la aparición anterior del grupo, en el local 229 con capacidad para 620 personas en Londres, bajo el seudónimo de "Fugitives of Heaven". Después de debutar en el programa y estrenarlo en la BBC Radio 1 Rock Show la misma noche, la banda lanzó el sencillo "Born Cold" el 3 de noviembre. En enero de 2020, se anunció que el segundo álbum de estudio de la banda se titularía Sex, Death & the Infinite Void.
Debido a la pandemia de COVID-19, Creeper retrasó el lanzamiento de Sex, Death & the Infinite Void de mayo a julio de 2020, así como la gira promocional God Can't Save Us, que se trasladó de abril a agosto. El álbum debutó en el número 5 en la lista principal de álbumes del Reino Unido y siguió a Eternity, en Your Arms, encabezando la lista de álbumes de rock y metal del Reino Unido. El 10 de septiembre de 2020, la banda anunció que se había separado del baterista Dan Bratton, aunque inicialmente no se dio ninguna explicación sobre su salida. El 28 de mayo de 2021, la banda lanzó el sencillo "Midnight" y anunció un nuevo EP American Noir que se lanzará el 30 de julio; también anunciaron que Oliver Burdett había dejado la banda, mientras que Jake Fogarty había asumido el cargo de baterista. La banda encabezó el Second Stage en el Download Festival el 19 de junio de 2021, con Lawrie Pattison de Miss Vincent actuando con el grupo como segundo guitarrista. American Noir alcanzó el número 13 en la lista de álbumes del Reino Unido.

## Miembros
| Miembros actuales - Will Gould - voz principal (2014-presente) - Ian Miles - guitarra líder, voz adicional (2014-presente) - Hannah Greenwood - teclados, voz adicional (2016-presente) - Sean Scott - guitarra bajo (2014-presente) - Jake Fogarty - batería, percusión (2021-presente) | Miembros anteriores - Sina Nemati - guitarra rítmica (2014-2015) - Dan Bratton - batería, percusión (2014-2020) - Oliver Burdett - guitarra rítmica, coros (2014-2021) |

## Discografía
| Álbumes de estudio - 2017: Eternity, in Your Arms - 2020: Sex, Death & the Infinite Void | EP - 2014: Creeper - 2015: The Callous Heart - 2016: The Stranger - 2017: Christmas - 2021: Sounds from the Void - 2021: American Noir |